# Sitochroa
Sitochroa is een geslacht van vlinders uit de familie van de grasmotten (Crambidae), uit de onderfamilie van de Pyraustinae. De wetenschappelijke naam van dit geslacht is voor het eerst voorgesteld door Jacob Hübner in een publicatie uit 1825.

## Soorten
- Sitochroa aureolalis (Hulst, 1886)
- Sitochroa chortalis (Grote, 1873)
- Sitochroa concoloralis (Lederer, 1857)
- Sitochroa dasconalis (Walker, 1859)
- Sitochroa fraudulentalis (Warren, 1895)
- Sitochroa malekalis (Amsel, 1950)
- Sitochroa palealis (Denis & Schiffermüller, 1775) - Bruidsmot
- Sitochroa straminealis (Hampson, 1900)
- Sitochroa subtilis Filipjev, 1927
- Sitochroa umbrosalis (Warren, 1892)
- Sitochroa urmiensis Alipanah, 2020
- Sitochroa verticalis (Linnaeus, 1758) - Fijne golfbandmot